# Zerodur
Zerodur (ZERODUR®) è un materiale in vetroceramica realizzato dalla Schott AG. Ha una struttura molecolare sia amorfa (o vetrosa), sia cristallina. Questa composizione le conferisce importanti proprietà come:
- Coefficiente di dilatazione termica prossimo a zero con omogeneità spaziale molto stabile sui tre assi.
- Buon comportamento alla lavorazione meccanica.
- Può essere lucidato con un livello di precisione molto elevato.
- Può essere facilmente rivestito con altri materiali
- Bassa permeabilità all'elio
- Porosità nulla
- Buona stabilità chimica

## Applicazioni
Lo Zerodur per le caratteristiche legate al coefficiente di dilatazione termica quasi nullo, è il principale materiale impiegato nelle ottiche dei telescopi avanzati come il Very Large Telescope, ma vi sono anche impieghi nella microlitografia e nelle tecnologie per le misurazioni.